# Robert Lebersorg
Robert Lebersorg, né le 2 avril 1939 à Etterbeek (province de Brabant), est un dessinateur de bande dessinée historique et illustrateur belge.

## Biographie
Robert Lebersorg naît le 2 avril 1939 à Etterbeek,. Il commence à s'intéresser à l'histoire avec les chromos Historia qu'il reçoit enfant. Il est en admiration pour Paul Cuvelier qu'il rencontrera plus tard par le biais de Carlos Roque. Il se forme artistiquement en suivant les cours de dessin, illustration et publicité de l'Académie royale des beaux-arts de Bruxelles. Au cours de fusain, il a brièvement comme condisciple Francis. Il commence sa carrière d'illustrateur indépendant en 1961. Il commence à faire des bandes dessinées verticales pour le journal Le Soir qu'il signe de son seul prénom. Sa première histoire est une adaptation d'Ulysse sur un scénario reçu de la personne chargée de ce type de bandes dessinées. Il illustrera par ailleurs des romans pour ce journal.

### Pour Dupuis
Il entre au bureau de dessin des éditions Dupuis où il remplace Lambil sous la houlette de Maurice Rosy. Jamic lui apprend l'illustration. Comme graphiste, il a Serge Gennaux comme chef lors de la réalisation de layouts pour notamment Bonnes Soirées. Ensuite, il va travailler pour Gael et dessiner l'entête du magazine.
Pour Spirou, il livre cinq récits de l'Oncle Paul scénarisés par Octave Joly via la World Press de 1965 à 1970.

### Avec Raoul Cauvin
Raoul Cauvin lui écrit un premier scénario pour l'encart jeunesse du journal Le Soir (Le Soir Jeunesse dirigé par Henri Desclez) intitulé Alerte aux Iroquois. Il y aura aussi Luc de Tarente, La Folle Chevauchée qu'il réalise en 32 planches en 1969. Ce récit médiéval met en scène Luc de Tarente et sera replacé dans Samedi-Jeunesse en 1970. Il réalise également un western intitulé Prime pour une couronne de 13 planches, écrit par Raoul Cauvin pour le quotidien bruxellois. Il sera lui aussi replacé dans Samedi-Jeunesse en 1970. Il fait la livraison d'une trentaine de Musti (en), — personnage de dessin animé créé par Ray Goossens —, une bande dessinée jeunesse pour Bonnes Soirées en 1970. C'est avec Fontenoy, un opus sur la Bataille de Fontenoy qu'il voit paraître son premier album aux Éditions des Archers en 1987. Il assure aussi la mise en couleur de ce volume qui marque la fin de leur collaboration. Raoul Cauvin déclare : « Nous avions été très mal payés : pourtant, le travail du dessinateur était énorme. Je ne recommencerai plus jamais cela parce que je me suis documenté sur des dizaines de bouquins, j’ai pris ce que je croyais être la sève de tout cela, et malgré tout, il y a des historiens qui me sont tombés dessus, ergotant sur l’existence d’un moulin à l’endroit et à l’époque de la bataille. »

### Le journalHello Bédé
Il fait son entrée au journal Hello Bédé, successeur de Tintin en 1990. Il prend le pseudonyme de Paul Heber et il réalise Wallenstein sur un scénario de Laurent Y. (aka Diego Couturier). Ce long récit se voit publier sous forme de chapitres de 6 à 8 pages jusqu'en 1991. Il est publié en album cartonné sous le titre Les Années du diable dans la collection « Histoires de l'histoire » aux éditions Le Lombard en 1991 sous leurs vrais noms. Il se situe en 1618 lorsque les protestants de Bohème se révoltent contre le règne de la dynastie des Habsbourg et que surgit Albert de Wallenstein à la tête des troupes impériales. Son éditeur le présente comme : « Épicurien jusqu'au bout du crayon. Aime Bruxelles, les grands vins et les petits plats, les bons mots qu'il manie comme un maître d'armes bavarois. [...] Avec Wallenstein, son trait de plume se libère et arrive à pleine maturité. »
Le même duo se reforme pour livrer le long récit Au-delà des glaces du Dniester sur Jean III Sobieski pour ce même périodique qui le publie en trois livraisons du no 14 à 16. Il ne connaît pas d'album à la suite d'un différend de contrat.
Depuis, il s'adonne à l'aquarelle de manière confidentielle. Dans les années 2010, il lit encore des mangas après avoir renoncé à illustrer le scénario qu'il a écrit.

## Œuvres

### Albums de bande dessinée
- Fontenoy[11], Édition des Archers, Bruxelles, 1987
Scénario : Raoul Cauvin - Dessin et couleurs : Robert Lebersorg -  (ISBN 2-87144-016-6)

#### Wallenstein
- Les Années du diable, Le Lombard, coll. « Histoires de l'histoire », Bruxelles, juin 1991
Scénario : Diego Couturier - Dessin et couleurs : Robert Lebersorg -  (ISBN 2-8036-0928-2),Traduit en néerlandais sous le titre Wallenstein : de jaren van de duivel[12] (ISBN 90-6421-875-7).

### Revues

#### Samedi-Jeunesse
- Luc de Tarente, La Folle Chevauchée, scénario de Raoul Cauvin, 32 planches et couverture dans le no 150 d'avril 1970[13],[14].
- Prime pour une couronne[15], scénario de Raoul Cauvin, western, 13 planches dans le no 157 de novembre 1970.

#### Spirou
| Date             | Titre                          | Scénariste  | numéro | Contexte historique                                | Nombre de planches |
| ---------------- | ------------------------------ | ----------- | ------ | -------------------------------------------------- | ------------------ |
| 14 janvier 1965  | Les Premiers Nageurs de combat | Octave Joly | 1396   | Jean-Pierre Dellard lors de la bataille de Zurich  | 4                  |
| 11 mars 1965     | L'Éléphant fidèle              | Octave Joly | 1404   | L'éléphant qui a été honoré par Alexandre le Grand | 4                  |
| 5 août 1965      | Pieter peint "La Parabole"     | Octave Joly | 1425   | Pieter Bruegel : La Parabole des aveugles          | 4                  |
| 12 décembre 1968 | Empaillez Suderland            | Octave Joly | 1600   | Le pékinois de Catherine II                        | 4                  |
| 19 novembre 1970 | La Course de John Colter       | Octave Joly | 1701   | Au Yellowstone avec John Colter                    | 4                  |

### Catalogues d'exposition
- Biennale internationale de bande dessinée Bédébu 98 - Raoul Cauvin[16], Orfé Events, décembre 1998
Scénario : Raoul Cauvin - Dessin : collectif dont Robert Lebersorg - Couleurs : quadrichromie,Catalogue de l'exposition Raoul Cauvin et ses amis dessinateurs qui s'est tenue à Mons du 15 décembre 1998 au 24 janvier 1999 dans le cadre de la Biennale internationale de bande dessinée Bédébu 98. Format à l'italienne.

#### Livres
: document utilisé comme source pour la rédaction de cet article.
- Jean-Louis Lechat, Un demi-siècle d’aventures t. 2 : 1970 - 1996, Bruxelles, Le Lombard, 5 décembre 1996, 224 p., ill. ; 31 cm (ISBN 280361233X, OCLC 37995939, BNF 37539082, présentation en ligne), p. 164. .
- Jacques Fiérain, « Lebersorg, Robert », dans La BD dans les provinces de Liège, Namur et Luxembourg, Charleroi, Éd. l'Âge d'or, 2004, 112 p., ill. ; 31 cm (ISBN 9782960019698, OCLC 470388297, présentation en ligne), p. 66.
- Philippe Mellot, Michel Denni, Laurent Turpin et Isabelle Morzadec, Trésors de la bande dessinée : BDM 2021-2022 - Catalogue encyclopédique et Argus, Paris, Les Arènes, novembre 2020, 1700 p., ill. ; 23 cm (ISBN 9791037502582, OCLC 1240308146, présentation en ligne), p. 507, 600. .

### Podcasts
- Interview avec Robert Lebersorg émission Eclectrique présentée par Romain Pierre Giergen, sur 48FM via Mixcloud, circa 2018, (21 min 4 s).